# Hospício de Diamantina
O Hospício de Diamantina foi fundado em 1888 na cidade de Diamantina, Minas Gerais. Visava realizar o atendimento de doentes mentais.
Contudo, mesmo com a pretensão de englobar as inovações científicas na área e ter um projeto estrutural arrojado, o Hospício de Diamantina não chegou a ser plenamente construído e nunca houve uma inauguração, sendo fechado em 1906.

## Origem
Constituído pelo provedor da Casa de Caridade de Diamantina José Ferreira de Andrade Brant, nascia em 1888 a primeira instituição de tratamento de doentes mentais de Minas Gerais:  o Hospício de Diamantina, apesar de ser considerado por alguns autores como um anexo da Santa Casa de Caridade de Diamantina. 
Tendo sua pedra fundamental fixada no terreno da Casa de Caridade de Diamantina, o hospício em questão teve sua planta elaborada por Catão Gomes Jardim. A construção do manicômio seguia uma engenharia e propostas médicas que refletiam na intenção terapêutica e especializada que “ultrapassa a prática de recolhimento de loucos”, e visava o tratamento e cura dos doentes mentais.
Em artigos escritos por Antônio Mourão e em jornais da cidade como O Município e O Aprendiz, vemos a prática da caridade para com esses enfermos “e, ao mesmo tempo, a afirmação da necessidade de tratamento, bem como possibilidade de cura de moléstias cerebrais” dos indivíduos mencionados.

## Evolução
Em 1889 o Hospício de Diamantina começa a receber internos, mesmo sem ter seu projeto arquitetônico acabado. Entretanto, nesse período temos também uma crise na cidade de Diamantina devido ao contexto da época: abolição da escravatura, proclamação da República do Brasil e queda do preço dos diamantes.
Com tal crise, a urbe teve o redimensionamento de seus espaços, “com redefinição dos lugares dos indivíduos na cidade: recolhimento de idosos carentes à União Pia de Santo Antônio; enterros em cemitérios privativos para vítimas de varíola; fundação de cemitério municipal, retirando das irmandades e confrarias o controle dos óbitos, e fundação do hospício para doentes mentais” 
O trabalho dos médicos não era remunerado, ou seja, eles não eram reconhecidos profissionalmente ao contrário dos religiosos que eram remunerados e considerados imprescindíveis. Isso mostra que quem detinha o poder da Santa Casa de Diamantina e do hospício era a Igreja.
Em 30 de junho de 1893 o hospício foi beneficiado com a implantação da lei 50, “que determinou a concessão de auxílio aos hospitais de alienados de Diamantina e São João Del-Rei no montante de 50 contos de réis, mais a anuidade de 15 contos de réis para o auxílio de manutenção e tratamento dos enfermos” . Todavia, já em 1899 tal subvenção estatal foi revogada.
De 1905 a 1906 documentos informam o início da decadência da instituição. De acordo com essas fontes, o prédio do hospício “teria agora quartos destinados para pensionistas” 
Em 1906, sem os recursos públicos de subvenção, e com a gênese da Assistência a Alienados de Minas Gerais (localizada em Barbacena), o Hospício de Diamantina fecha. 

## Os internos e o Hospício
Sabendo que o  hospício foi criado como forma de se fazer uma limpeza na cidade que passava por um redimensionamento urbano, caridade e tratamento, as pessoas que eram internadas nos hospícios eram pessoas das classes mais baixas. As famílias ricas deixavam seus doentes mentais em casa aprisionados ou em tratamento.
Mesmo com a inauguração e recebimento de doentes mentais, o Hospício de Diamantina não possuía escritos de entradas e saídas de pacientes em separado, ficando tais notações presentes nos livros gerais da Santa Casa de Caridade. Nesses livros, de 1876 a 1900, há diagnósticos como alienado, delirante, delirando, etc., além do aparecimento nos relatórios da provedoria os diagnósticos de furioso, monomaníaco, demente e os que sofrem de monomania criminosa e amolecimento cerebral. Também aparece no livro de entrada e saída da Santa Casa o termo histeria, sugerindo a mistura de conceitos nacionais e estrangeiros, além do uso do senso comum. Além disso, consta em documentos existentes que “os internos eram negros ou pardos, pobres ou miseráveis, mendigos, sem trabalho , sem família, sem nutrição ou habitação.” 
As categorias dos registros de pacientes entre 1876 e 1882 eram: nome, cor, idade, temperamento, constituição, condição, data de entrada, saída, falecimento, diagnostico, tratamento e observações que constavam no primeiro livro, no segundo livro no período compreendido ente 1900 e 1909 era: nome, cor, sexo, naturalidade, estado civil, data de entrada, data de saída e moléstia.
Os internos do Hospício vinham de várias cidades de Minas Gerais. Percorriam longos caminhos principalmente de carroça, tornando assim uma dificuldade encontrada pelos administradores em dizer que o Hospício não havia mais vagas.
Analisando os dados do Hospício, se vê a ideia do hospício não era ser um lugar de confinamento, de prisão e isolamento e sim a crença na possibilidade da cura, sendo que a maioria dos pacientes recebia alta. A loucura então era vista como uma doença que havia a possibilidade de cura desde que tratada da maneira correta.
Só há quatro fugas registradas no período de vigência do hospício; isso pode significar que os alienados estariam muito bem vigiados, em camisolas de forças ou acorrentados (o que é menos provável a partir dos registro a respeito do funcionamento do hospício). 
Após o encerro do Hospício, os alienados foram transferidos para Barbacena.